# アンチモン化ガリウム
アンチモン化ガリウム(GaSb)とは、ガリウム(Ga)とアンチモン(Sb)から成る組成式がGaSbのIII-V族化合物半導体である。ガリウムアンチモンとも呼ばれる。格子定数は約0.61 nmである。

## 歴史
金属間化合物GaSbは、1926年に不活性ガス雰囲気下で直接元素を結合させたスイスの鉱物学者ヴィクトール・モーリッツ・ゴルトシュミットによって初めて生み出され、後に改定されるが格子定数を報告された。Ga-Sb相平衡は、1955年にKosterやGreenfieldによって調査された。

## 用途
赤外線検出器、赤外線LED、レーザー、トランジスタ、熱電発電に使用される。